# Nikola Tričković
Nikola Tričković (in serbo Никола Тричковић?; Belgrado, 15 novembre 1999) è un calciatore serbo, difensore del Timok.

## Caratteristiche tecniche
È un terzino sinistro.

## Carriera
Cresciuto nel settore giovanile della Stella Rossa, nel 2018 passa al Rad Belgrado con cui debutta fra i professionisti giocando l'incontro di Superliga perso 3-0 contro il Čukarički. Rimasto svincolato nel settembre 2019, a gennaio 2020 firma con lo Mladost Lučani, senza venire tuttavia mai impiegato. Il 14 luglio seguente si trasferisce al Javor Ivanjica.

## Statistiche
Statistiche aggiornate al 30 novembre 2020.

### Presenze e reti nei club
| Stagione        | Squadra         | Campionato      | Campionato | Campionato | Coppe nazionali | Coppe nazionali | Coppe nazionali | Coppe continentali | Coppe continentali | Coppe continentali | Altre coppe | Altre coppe | Altre coppe | Totale | Totale | Totale |
| Stagione        | Squadra         | Comp            | Pres       | Reti       | Comp            | Pres            | Reti            | Comp               | Pres               | Reti               | Comp        | Pres        | Reti        | Pres   | Reti   |        |
| --------------- | --------------- | --------------- | ---------- | ---------- | --------------- | --------------- | --------------- | ------------------ | ------------------ | ------------------ | ----------- | ----------- | ----------- | ------ | ------ | ------ |
| 2018-2019       | Rad Belgrado    | SL              | 19         | 0          | CS              | 0               | 0               |                    | -                  | -                  |             | -           | -           | 19     | 0      |        |
| sett. 2019      | Rad Belgrado    | SL              | 5          | 0          | CS              | 0               | 0               |                    | -                  | -                  |             | -           | -           | 5      | 0      |        |
| gen.-lug. 2020  | Mladost Lučani  | SL              | 0          | 0          | CS              | 0               | 0               |                    | -                  | -                  |             | -           | -           | 0      | 0      |        |
| 2020-2021       | Javor Ivanjica  | SL              | 1          | 0          | CS              | 2               | 0               |                    | -                  | -                  |             | -           | -           | 3      | 0      |        |
| Totale carriera | Totale carriera | Totale carriera | 25         | 0          |                 | 2               | 0               |                    | -                  | -                  |             | -           | -           | 27     | 0      |        |